# 마테이 사건
《마테이 사건》(이탈리아어: Il Caso Mattei)은 1972년 개봉된 이탈리아의 전기, 범죄 드라마 영화이다. 프란체스코 로시가 감독을 맡았으며, 이탈리아의 사업가 엔리코 마테이의 삶과 죽음을 그린 작품이다. 1972년 칸 영화제에서 영화 《천국으로 가는 노동계급》과 함께 황금종려상을 공동수상했다.

## 줄거리
영화는 1962년 엔리코 마테이, 조종사 이르네리오 베르투치, 미국 언론인 윌리엄 맥헤일의 유해가 시칠리아 여행 후 파비아 근처 바스카페에서 마테이의 개인 비행기가 불분명한 상황에서 추락하여 회수되는 장면으로 시작된다. 1945년으로 플래시백하면 마테이가 AGIP의 위원으로 임명되어 회사를 매각할 임무를 맡았지만, 그는 명령을 어기고 회사를 강화하여 유럽의 주요 기업으로 만든다. 1970년, 영화 제작자 프란체스코 로시는 마테이의 삶을 조사하며 정치적 보호와 미국 석유 거물과의 만남을 탐구한다.
1960년, 교활하면서도 뛰어난 마테이는 소련 석유 거래를 중개하여 영미 석유 신탁의 지배에 도전한다. 그는 아랍 및 아프리카 산유국에 더 나은 조건을 제공하여 "세븐 시스터즈"와의 관계에 긴장을 초래한다. 영화는 1970년으로 돌아와 언론인 마우로 데 마우로가 실종되는 시점으로 진행된다. 당국은 마테이와의 연관성을 일축하고, 영화는 중요한 만찬과 연설을 포함한 시칠리아에서의 마테이의 마지막 날들을 묘사한다. 1970년, 데 마우로 실종 사건으로 용의자가 체포되었지만, 언론인들은 은폐를 밝혀낸다.
로시는 마피아 방해 또는 외국 정보기관이 마테이의 비행기 추락에 연루되었을 가능성을 시사하는 전문가들을 인터뷰한다. 증인들은 침묵을 지킨다. 영화는 1962년 비행기 추락 사고를 다시 다루며 영화의 시작과 연결된다. 마테이의 목소리는 전 세계 석유 독점에 도전하려는 그의 결심을 되새긴다.

## 출연
- 잔 마리아 볼론테
- 뤼기 스콰르치나
- 잔프란코 옴부엔

## 기타
- 미술: 안드레아 크리산티
- 의상: 프란코 카레티